# Bunostomum trigonocephalum
Bunostomum trigonocephalum ist eine Art der Hakenwürmer, die im Dünndarm von Schafen und Ziegen parasitiert und die Bunostomose verursacht. Der Parasit befällt auch Trughirsche, selten auch Rinder.

## Merkmale
Männchen sind 12 bis 17 mm, Weibchen 19 bis 26 mm lang. Die Mundöffnung zeigt nach vorn-oben und ist am Unterrand mit zwei chitinisierten Schneideplatten und an der Innenseite mit einem großen Dorsalkonus besetzt. Die große Mundkapsel hat keinen dorsalen Zahn, aber ein Paar kleiner Lanzetten am Boden. Die Bursa copulatrix der Männchen ist gut entwickelt, ihr Dorsallappen asymmetrisch. Die rechte externodorsale Bursarippe entspringt höher vom Dorsalstamm und ist länger als die linke. Die linke externodorsale Rippe entspringt nahe der Teilung der Dorsalrippe. Die Spicula sind schlank, gewunden und relativ kurz. Die Vulva der Weibchen liegt kurz vor der Körpermitte.

## Lebenszyklus
Die Ansteckung mit der Larve 3 kann über die Haut oder oral erfolgen. Nach Penetration der Haut, vorzugsweise in der Leistenregion, wandern die Larven zur Lunge, häuten sich dort zur Larve 4 und gelangen nach etwa 11 Tagen über Luftröhre, Rachen, Speiseröhre und Magen in den vorderen Dünndarm. Oral aufgenommene Larven zeigen keine Körperwanderung, sondern verbleiben im Dünndarm und entwickeln sich dort zu den Adulten.